# 斯卡塔利特乐团
斯卡塔利特乐团（英語：The Skatalites）是一支来自牙买加的乐队，成立于1964年，是斯卡音樂的奠基者。他们的音乐融合了牙买加传统音乐（如 Mento 和 Calypso）、爵士、蓝调以及加勒比节奏，不仅推动了斯卡音乐的诞生，还对慢拍摇滚和雷鬼等音乐风格产生了深远影响。著名的作品有《Guns of Navarone》、《Swing Easy》、《Rock Fort Rock》等。
乐团最初由萨克斯管演奏家Tommy McCook、铜管乐器演奏家Don Drummond等牙买加音乐家组成。他们不仅为许多牙买加歌手的录音伴奏，也创作和演奏自己的器乐作品。
乐团在1965年解散，成员各自发展。但在1970年代末和1980年代初，乐团重新组建，并在90年代发行了《Ball of Fire》等影响力巨大的专辑。直到2021年，乐团仍在继续创作和演出，尽管大部分原始成员已经去世。